# Трутовикові
Трутовикові (Polyporaceae) — родина деревних грибів порядку Поліпорові. Представники родини мають як м'ясисті карпофори (плодові тіла), так і дуже тверді, корковидні, здерев'янілі. Більшість видів мають гіменій з вертикальними порами під шапинками, але деякі з них мають пластинки (наприклад Panus) або пластинкоподібні структури (як Daedaleopsis, у яких видовжені пори формують коркуватий лабіринт). Багато видів не мають ніжки, але є й винятки, наприклад Polyporus badius.

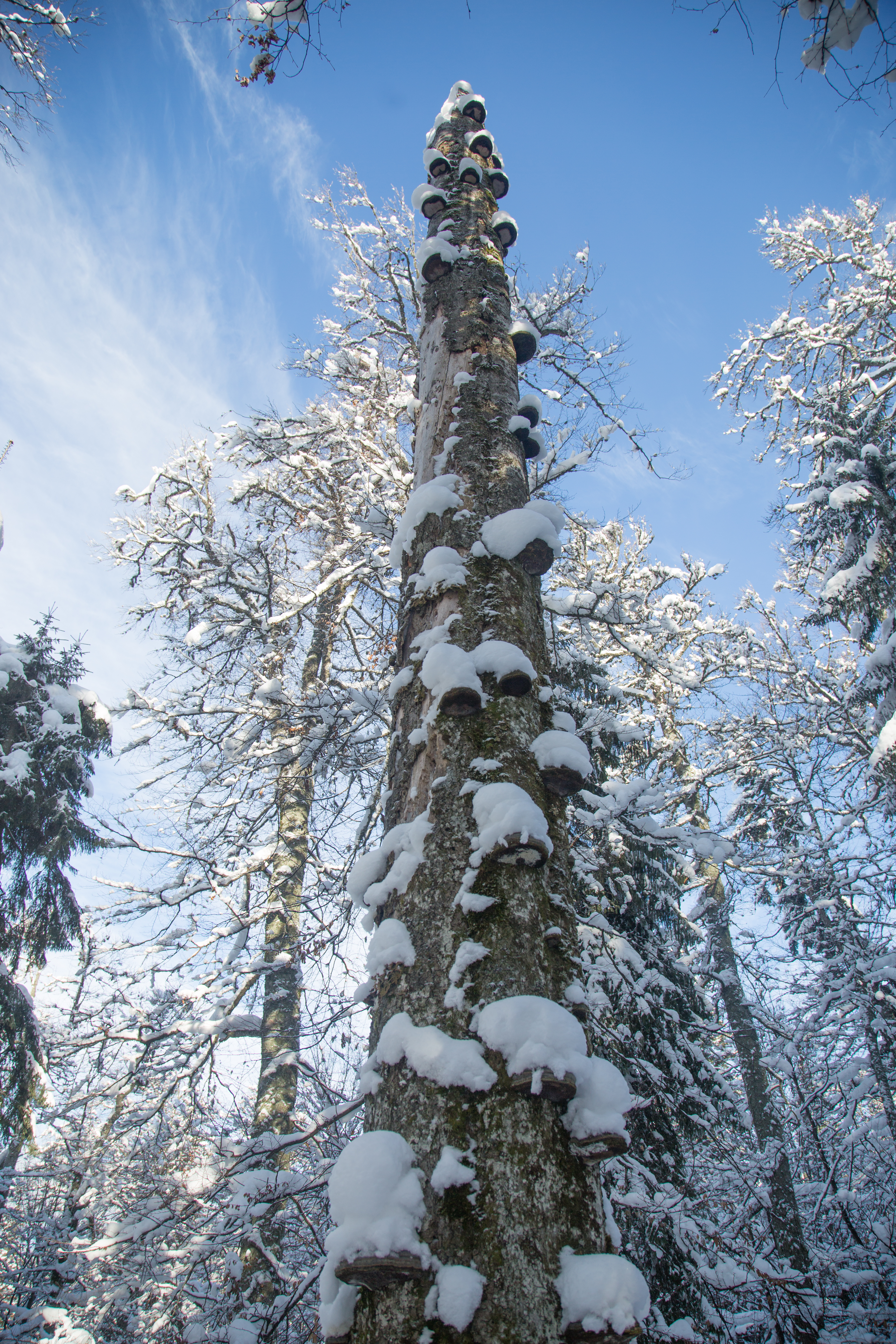
Всохлий стовбур бука з трутовиками

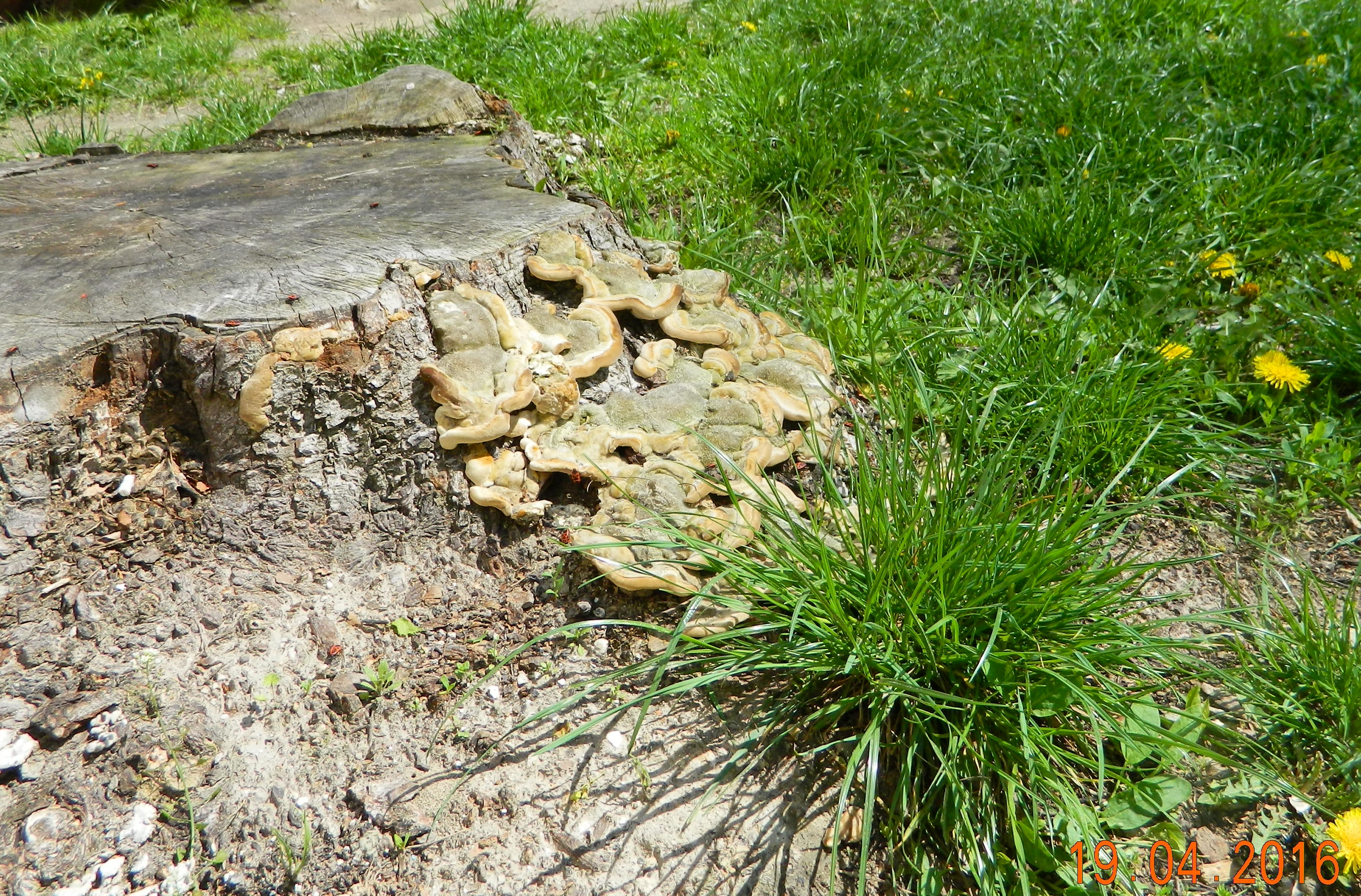
Трутовик на пеньку каштана. Київ, гора Щекавиця

## Роди
Станом на квітень 2019 року, згідно з Index Fungorum, родина включає 114 родів та 1621 вид:
- Abundisporus  Ryvarden (1999);[3] 7 видів
- Amyloporia  Singer (1944);[4] 5 видів
- Amyloporiella  A.David & Tortič (1984); 1 видів
- Atroporus Ryvarden (1973); 3 видів
- Aurantiporus  Murrill (1905);[5] 5 видів
- Australoporus  P.K.Buchanan & Ryvarden (1988);[6] 1 видів
- Austrolentinus  Ryvarden (1991);[7] 1 видів
- Cellulariella Zmitr. & Malysheva (2014); 2 видів
- Cerrena  Gray (1821); 7 видів
- Cerarioporia F.Wu, L.W.Zhou & Jing Si;[8] 1 видів
- Colospora  Miettinen & Spirin (2015);[9] 1 видів
- Coriolopsis  Murrill (1905); 21 видів
- Cryptomphalina  R.Heim (1966);[10] 1 видів
- Cryptoporus  (Peck) Shear (1902); 2 видів
- Cystidiophorus  Bondartsev & Ljub. (1963);[11] 1 видів
- Daedaleopsis  J.Schröt. (1888); 9 видів
- Datronia  Donk (1966); 8 видів
- Datroniella  B.K.Cui, Hai J.Li & Y.C.Dai (2014); 5 видів
- Dentocorticium  (Parmasto) M.J.Larsen & Gilb. (1974); 7 видів
- Dextrinoporus H.S.Yuan (2018);[12] 1 видів
- Dichomitus  D.A.Reid (1965); 24 видів
- Diplomitoporus  Domański (1970); 20 видів
- Earliella  Murrill (1905); 1 видів
- Echinochaete  D.A.Reid (1963); 5 видів
- Epithele  (Pat.) Pat. (1900); 24 видів
- Epithelopsis  Jülich (1976); 2 видів
- Erastia  Niemelä & Kinnunen (2005); 1 видів
- Faerberia  Pouzar (1981); 1 видів
- Favolus  Fr. (1828); 25 видів
- Flammeopellis  Y.C.Dai, B.K.Cui & C.L.Zhao (2014);[13] 1 видів
- Fomes  (Fr.) Fr. (1849); 59 видів
- Funalia  Pat. (1900); 7 видів
- Fuscocerrena  Ryvarden (1982); 1 видів
- Globifomes  Murrill (1904); 1 видів
- Grammothele  Berk. & M.A.Curtis (1868); 19 видів
- Grammothelopsis  Jülich (1982); 7 видів
- Hapalopilus  P.Karst. (1881); 15 видів
- Haploporus  Bondartsev & Singer (1944); 6 видів
- Hexagonia  Fr. (1836); 41 видів
- Hymenogramme  Mont. & Berk. (1844); 1 видів
- Laccocephalum  McAlpine & Tepper (1895); 5 видів
- Laetifomes  T.Hatt. (2001); 1 видів
- Leifiporia Y.C.Dai, F.Wu & C.L.Zhao (2016);[14] 2 видів
- Leiotrametes Welti & Courtec. (2012); 2 видів
- Lentinus  Fr. (1825); 120 видів
- Lenzites  Fr. (1836); 25 видів
- Leptoporus  Quél. (1886); 12 видів
- Lignosus  Lloyd ex Torrend (1920); 8 видів
- Lithopolyporales  R.K.Kar, N.Sharma, A.Agarwal & R.Kar (2003); 1 видів
- Lloydella Bres. (1901); 3 видів
- Lopharia  Kalchbr. & MacOwan (1881); 15 видів
- Loweporus  J.E.Wright (1976); 8 видів
- Macrohyporia  I.Johans. & Ryvarden (1979); 3 видів
- Megasporia  B.K.Cui, Y.C.Dai & Hai J.Li (2013);[15] 7 видів
- Megasporoporia  Ryvarden & J.E.Wright (1982); 4 видів[16]
- Megasporoporiella  B.K.Cui, Y.C.Dai & Hai J.Li (2013);[15] 5 видів
- Melanoderma B.K.Cui & Y.C.Dai (2011); 2 видів
- Melanoporella Murrill (1907); 1 видів
- Microporellus  Murrill (1905); 23 видів
- Microporus  P.Beauv. (1805); 12 видів
- Mollicarpus  Ginns (1984); 1 видів[17]
- Mycobonia  Pat. (1894); 1 видів
- Myriothele  Nakasone (2013);[18] 1 видів
- Navisporus  Ryvarden (1980); 6 видів[19]
- Neodatronia B.K.Cui, Hai J.Li & Y.C.Dai (2014); 2 видів[20]
- Neodictyopus Palacio, Robledo, Reck & Drechsler-Santos; 3 видів[21]
- Neofavolus  Sotome & T.Hatt. (2013); 4 видів[22]
- Neofomitella  Y.C.Dai, Hai J.Li & Vlasák (2015); 3 видів
- Nigrofomes  Murrill (1904); 2 видів
- Pachykytospora  Kotl. & Pouzar (1963); 3 видів[23]
- Panus  Fr. (1838); 40 видів
- Perenniporia  Murrill (1942); 100 видів
- Perenniporiella  Decock & Ryvarden (2003); 5 видів
- Perenniporiopsis C.L.Zhao (2017); 1 видів[24]
- Phaeotrametes  Lloyd ex J.E.Wright (1966); 1 видів
- Piloporia  Niemelä (1982); 2 видів
- Podofomes  Pouzar (1966); 3 видів
- Polyporus  P.Micheli ex Adans. (1763); 279 видів
- Porogramme  (Pat.) Pat. (1900); 7 видів
- Poronidulus  Murrill (1904); 2 видів
- Pseudofavolus  Pat. (1900); 6 видів
- Pseudopiptoporus  Ryvarden (1980); 2 видів[19]
- Pseudomegasporoporia 1 видів[25]
- Pycnoporus  P.Karst. (1881); 4 видів
- Pyrofomes  Kotl. & Pouzar (1964); 7 видів
- Roseofavolus T.Hatt. (2003);[26] 1 видів
- Royoporus  A.B.De (1996); 2 видів[27]
- Rubroporus  Log.-Leite, Ryvarden & Groposo (2002); 2 видів[28]
- Ryvardenia  Rajchenb. (1994); 2 видів[29]
- Sarcoporia P.Karst. (1894); 3 видів
- Skeletocutis  Kotl. & Pouzar (1958); 43 видів
- Sparsitubus  L.W.Hsu & J.D.Zhao (1980); 1 видів[30]
- Spongipellis  Pat. (1887); 9 видів
- Stiptophyllum  Ryvarden (1973); 1 видів[31]
- Thermophymatospora  Udagawa, Awao & Abdullah (1986); 1 видів
- Tinctoporellus  Ryvarden (1979); 4 видів[32]
- Trametes  Fr. (1836); 195 видів
- Trametopsis  Tomšovský (2008); 1 видів[33]
- Tyromyces  P.Karst. (1881); 119 видів
- Truncospora  Pilát (1953); 10 видів
- Vanderbylia  D.A.Reid (1973); 7 видів[34]
- Wolfiporia  Ryvarden & Gilb. (1984); 6 видів[35]
- Xerotus  Fr. (1828); 16 видів
- Yuchengia  B.K.Cui & Steffen (2013);[36] 1 видів